# Страхінь
Страхінь (словен. Strahinj) — поселення в общині Накло, Горенський регіон, Словенія. Висота над рівнем моря: 422,6 м.